# Aladár Zoltán
Aladár Zoltán (født 31. maj 1929 i Märtinis-Harghita - død 9. juli 1978 i Tirgu-Mure, Rumænien) var en rumænsk komponist, dirigent og lærer.
Zoltán, der var af ungarsk herkomst, studerede komposition på Cluj Musikkonservatorium hos Jodál Gabor. Han har skrevet 2 symfonier, orkesterværker, kammermusik, instrumentalværker for mange instrumenter, og vokalmusik etc.
Han blev senere lærer i kompostion på Cluj Musikkonservatorium og dirigent for Tirgu-Mures Filharmoniske Orkester.

## Udvalgte værker
- Symfoni nr. 1 (1963) - for orkester
- Symfoni nr. 2 "Til fædrelandets pris" (1972) - for orkester